# Gallowstreet
Gallowstreet is een Nederlandse brassband uit Amsterdam. Gallowstreet speelt op blaas-en slaginstrumenten een mix van hiphop, funk, afrobeat en dance.

## Geschiedenis

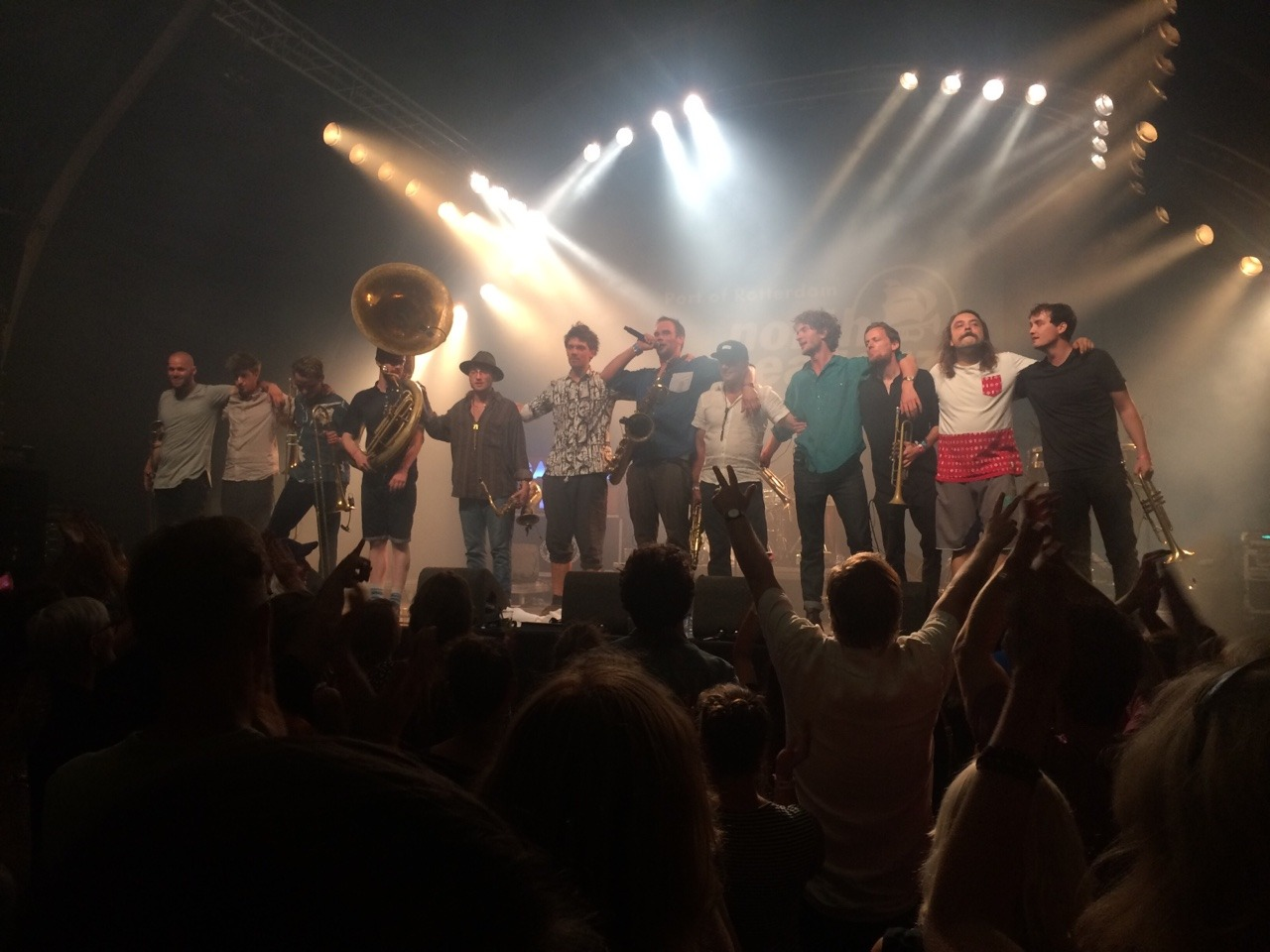
Gallowstreet in 2017

De band is vernoemd naar de Galgenstraat waar de band werd gevormd. De band werd in 2012 opgericht en heeft onder meer op de volgende festivals gespeeld: Pitch Festival (2013), Eurosonic Noorderslag, Into the Woods (2014), North Sea Jazz, Lowlands, Where the Wild Things Are, het Dour Festival, Into The Great Wide Open (2015), Oerol, Wildeburg, Lowlands (2016) en Appelpop (2017).
Na drie singles te hebben uitgebracht - waarvan Hattori uit 2015 een Kraak & Smaak Hansenstraat remix kreeg - verscheen in 2016 het debuutalbum Battleplan. In 2017 werd de band voor dit album genomineerd voor een Edisons publieksprijs en kwam de vierde single uit.
Op 16 februari 2018 organiseerde de band haar eigen versie van het blazersfestival Honk in een uitverkochte Paradiso te Amsterdam en op 11 mei 2018 bracht de band het tweede album Hot Lava Sex Machine uit. 
Op 10 augustus 2019 speelde Gallowstreet samen met Pynarello in het Concertgebouw te Amsterdam, voor de gelegenheid werd anderhalf uur aan repertoire van de band gearrangeerd voor de band plus strijkersensemble. Aan deze samenwerking werd een vervolg gegeven in 2022, met een tournee in het voorjaar en een concert in Carré in het najaar.
Eind 2019 maakte Gallowstreet bekend voortaan in een kleinere bezetting op te treden.

## Bandleden
- Colin Vermeulen - drums
- Peter Keijsers - sousafoon
- Dirk Zandvliet - baritonsaxofoon
- Lucas van Ee - tenorsaxofoon
- Mart van Baalen, Jeroen Verberne, Odei Al-Magut - trombone
- Bo Floor, Luc Janssens, Dima Loginov - trompet

Oud-bandleden:
- Abe van der Woude - drums
- Chris Bruining - percussie
- Tommie Freke - altsaxofoon
- Ko Zandvliet - trombone
- Glenn van Dam - trompet

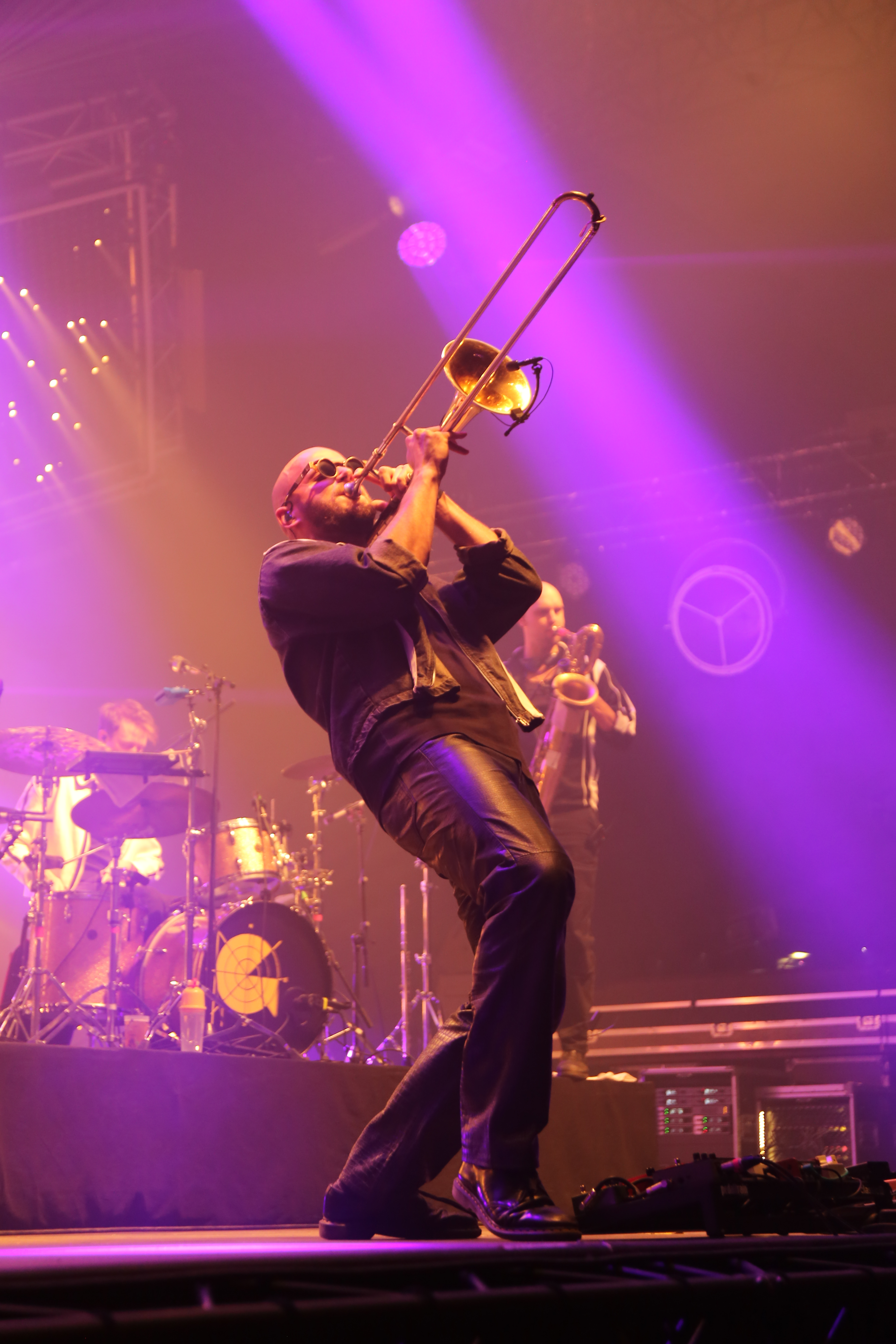
Trans Musicales 2024
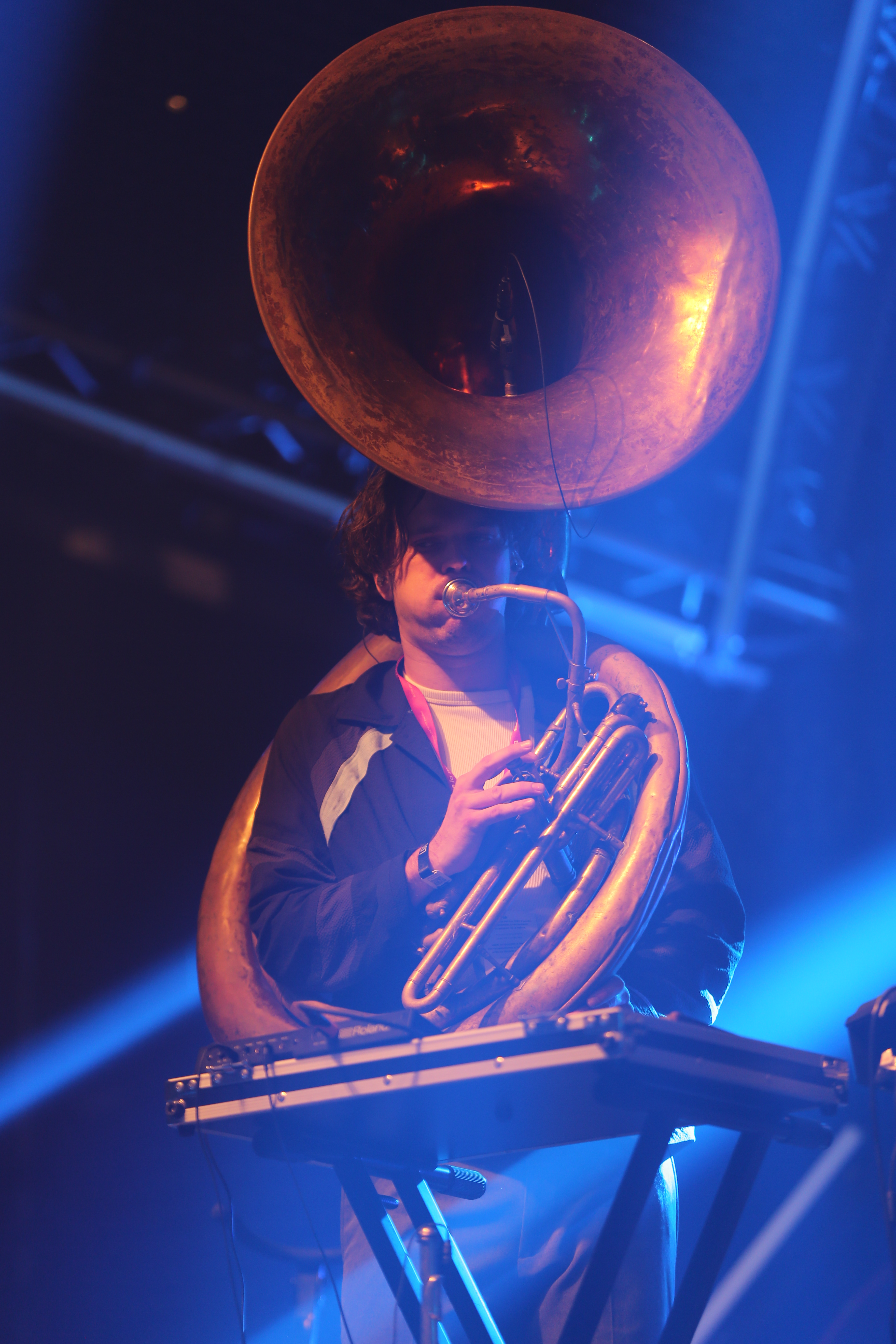
Trans Musicales 2024
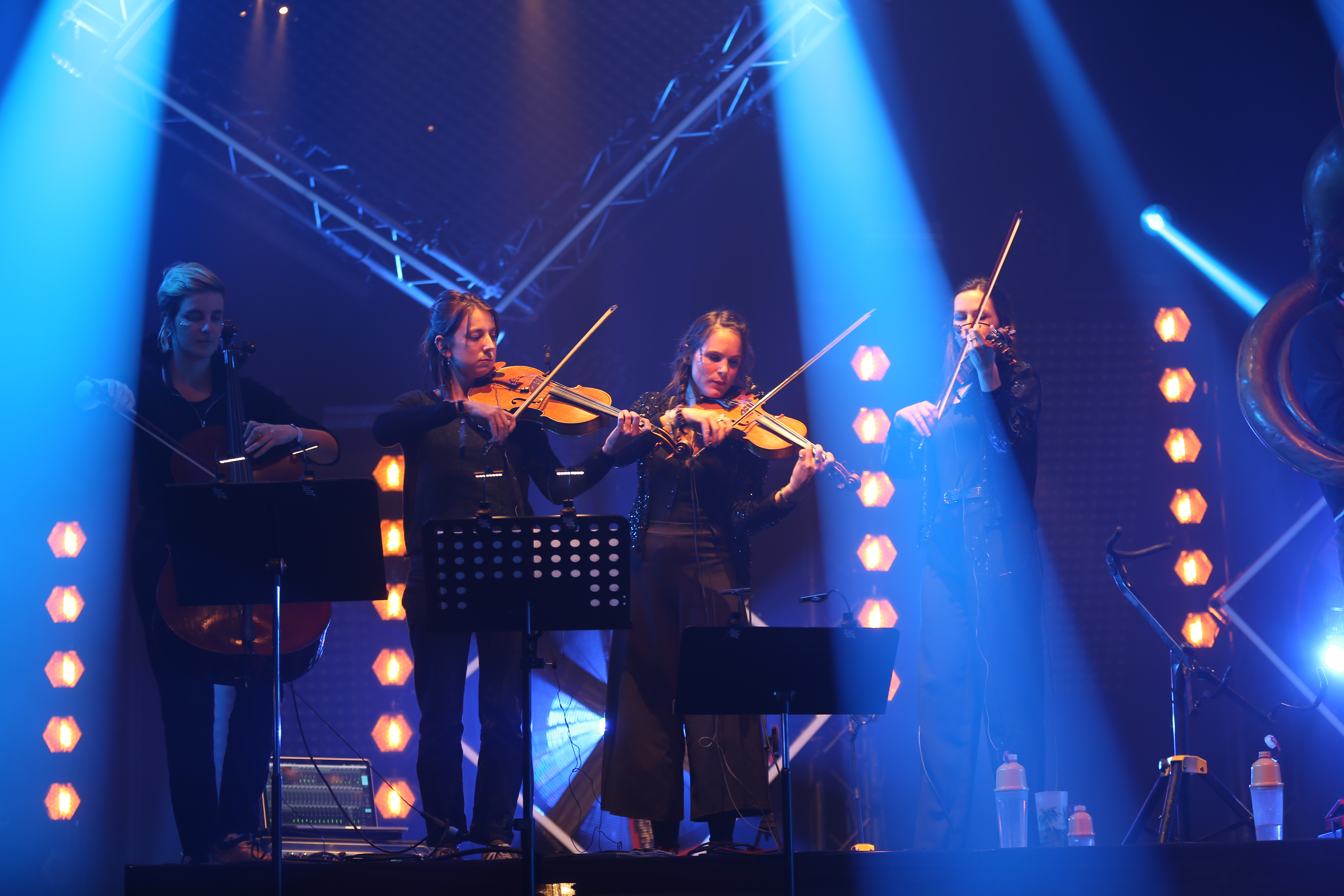
Trans Musicales 2024
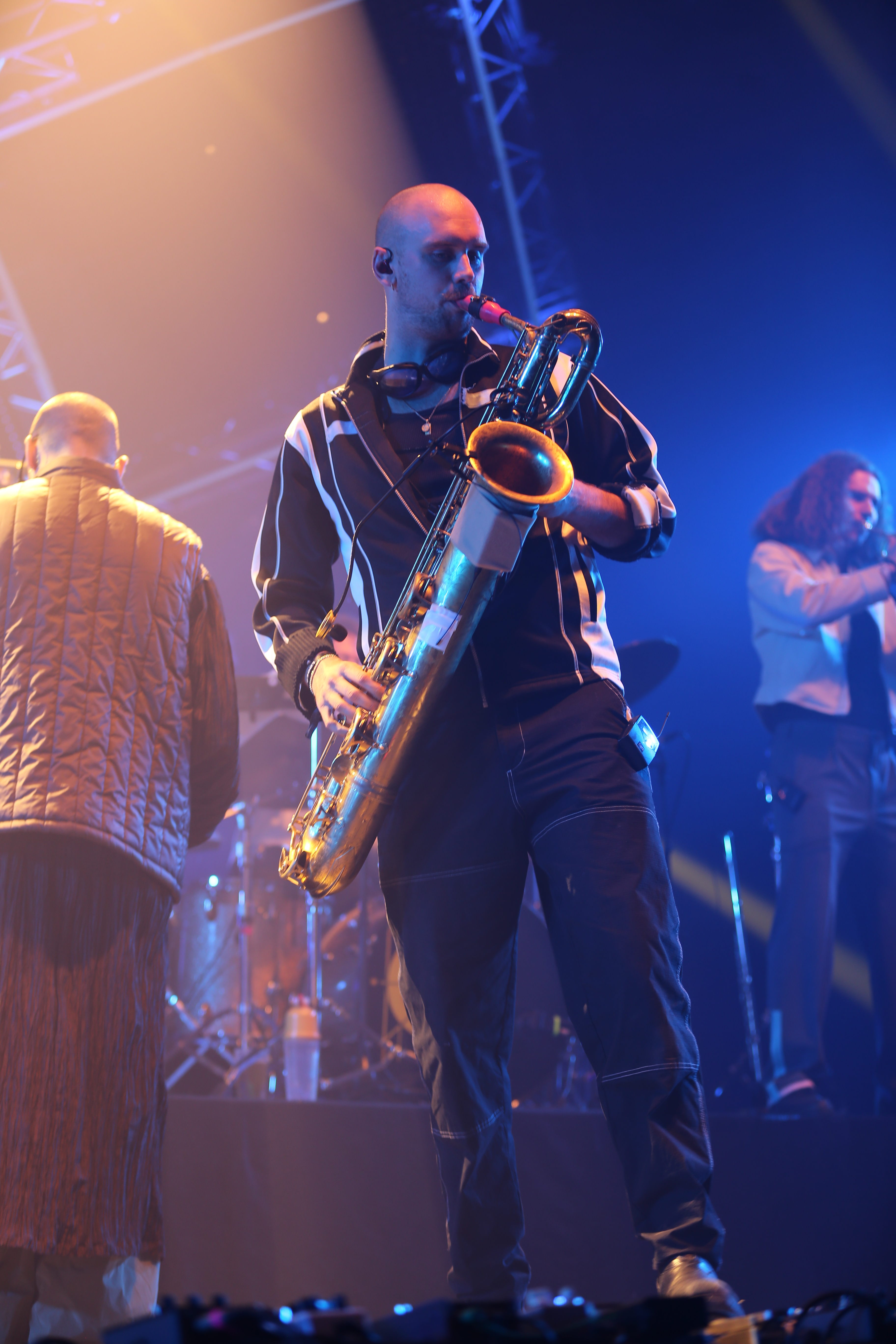
Trans Musicales 2024
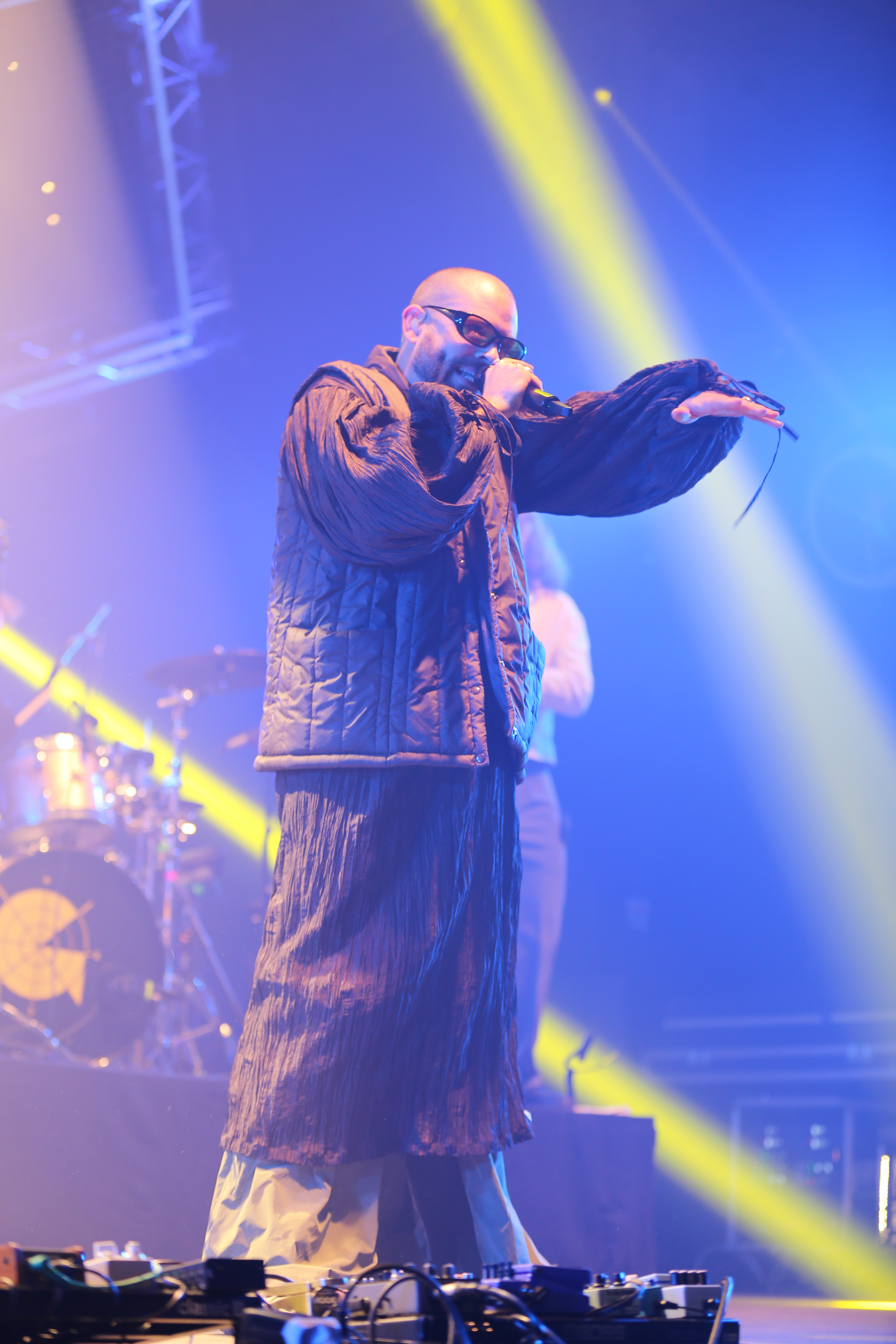
Trans Musicales 2024

## Discografie
Albums:
- EP (2014)
- Battleplan (2016)
- Hot Lava Sex Machine (2018)
- Our Dear Metropolis (2020)
- Laaglands (2023)
- A Trip Worth Making (2024)

Singles:
- Hattori (2015)
- Intoxicated (2015)
- Sylvie (2017)
- DeLorean Cowboy (2018)

## Wetenswaardigheden
- In de ochtend van 15 januari 2014 verloor Mart van Baalen zijn trombone aan de IJ-zijde van het Centraal Station in Amsterdam. Het instrument viel uit zijn auto toen de band op weg was naar een optreden in het radioprogramma Eerst Jaap! op Radio 6. Van dit voorval is door het SBS6-programma Hart van Nederland een reconstructie gemaakt.[4] De antieke "King 2b Liberty" is nog altijd spoorloos.